# Dipoena setosa
Dipoena setosa är en spindelart som först beskrevs av Hickman 1951.  Dipoena setosa ingår i släktet Dipoena och familjen klotspindlar.
Artens utbredningsområde är Tasmanien. Inga underarter finns listade i Catalogue of Life.